# John Wannuaucon Quinney
Pour les articles homonymes, voir Quinney.
John Wannuaucon Quinney (né en 1797 – mort le 21 juillet 1855) était un diplomate mohican (et aussi Stockbridge), et son surnom était « The Dish ».

## Biographie
John Wannuaucon Quinney est né en 1797 dans la vallée de l'Hudson dans la Connecticut mais il a vécu dans différents lieux, notamment Norwich (Connecticut), Stockbridge (Massachusetts), et Oneida (Wisconsin). Il promouvait les droits des peuples natifs et leur intégration dans la modernité aussi bien qu'il pouvait argumenter le point de vue d'une petite population amérindienne du nord,.

## Représentant
En 1822, Quinney était l'un des trois agents qui sont allés à Green Bay pour acheter des terres aux membres de la tribu de New York qui souhaitaient se réinstaller dans le Wisconsin. Ils ont acheté des terres aux Menominee. Les membres partirent vers l'ouest au rythme d'un groupe par an jusqu'à ce que tous soient installés en 1829.
En 1827, les Menominee rencontrèrent les officiels du gouvernement des États-Unis afin de résoudre leurs problèmes de frontière. Ils terminèrent de vendre leurs terres aux officiels, dont les terres de la rivière Fox qu'ils avaient vendues aux Mohicans. Quinney représenta ces derniers en 1828 et en 1830 en essayant de garantir un titre de propriété pour la terre discutée. Les Menominee renièrent leur vente aux tribus de New York. Les Stockbridge et Munsee décidèrent de négocier un traité avec le gouvernement américain en 1831. Les négociations prirent fin en 1832 avec la garantie de deux township pour les tribus du lac Winnebago : les villes de Stockbridge, et de Brothertown.
Il établit une constitution pour la tribu en 1837, ratifiée par plus de la moitié de ces membres, ce qui établit une gouvernance par hérédité. Certains membres de la tribu étaient réticents à renoncer à leur gouvernance traditionnelle, ce qui conduisit à un conflit dans la tribu. Ils décidèrent de vendre la moitié de leurs terres à ces membres afin qu'ils puissent se déplacer plus à l'ouest. Durant les cinq années suivantes, Quinney représenta la tribu auprès du Congrès des États-Unis pour tenter d'arranger les pertes dues aux nombreux transferts. En 1843, le Congrès des États-Unis fit des membres de la tribu des citoyens américains. Quinney représenta certains des membres qui voulaient retrouver leur statut tribal. Il contribua à négocier un traité en 1848 qui autorisait la tribu à se déplacer à l'ouest si une terre convenable était trouvée. Ceci ne se produisit pas avant 1852, en conséquence il demanda au Congrès de lui accorder le titre de propriété de son foyer à Stockbridge puisqu'il était trop âgé et fragile. Sa requête fut autorisée en 1854 et il devint citoyen américain. Quinney est mort alors qu'il vivait à Stockbridge le 21 juillet 1855. L'année suivante un traité fut négocié avec les Menominee pour acquérir les terres qui résultèrent de la solution définitive d'une communauté Stockbridge-Munsee.
Lors du mémorial de 1852 fait par Quinney au Congrès, il s'est lui-même désigné comme un « vrai natif américain », que quelques savants croient être la première utilisation du terme pour décrire les peuples indigènes des Amériques.